# Breutelia kinabaluensis
Breutelia kinabaluensis är en bladmossart som beskrevs av Hugh Neville Dixon 1935. Breutelia kinabaluensis ingår i släktet gullhårsmossor, och familjen Bartramiaceae. Inga underarter finns listade i Catalogue of Life.